# Nicole Westenfelder
Nicole Westenfelder (* 9. Juli 1969) ist eine Schweizer Journalistin und Moderatorin.

## Werdegang
Nach Besuch des Neusprachlichen Gymnasiums an der Kantonsschule Stadelhofen mit Abschluss Matura Typus D studierte sie 1990/91 zwei Semester Wirtschaftswissenschaften an der Hochschule St. Gallen (HSG). 1999 schloss sie ihr Studium – Allgemeine Geschichte (Hauptfach), Kunstgeschichte (erstes Nebenfach), Sozialpsychologie (zweites Nebenfach) mit Schwerpunkt Gesundheitspsychologie: Krankheits- und Stressbewältigung – an der Universität Zürich mit dem Lizenziat ab.
Von 1995 an war sie freie Journalistin beim Anzeiger von Uster und Zürcher Oberländer. 1996 unternahm sie historische und kunsthistorische Recherchen für den Dokumentarfilm Precious Non-Valeurs. Die Geschichte des Wertpapiers und war von 1996 bis 1997 Kulturredaktorin bei Radio Zürisee. 1998 wechselte sie in die Redaktion von Radio Top und im Jahr 2000 wurde sie Moderatorin bei der MeteoNews AG von Peter Wick. Von 2000 bis 2001 hatte sie die Redaktion und Moderation bei Star TV inne, danach war sie Regisseurin, Realisatorin und Gameproducerin des Sendeformats Expedition Robinson 2002 für TV3. Im Jahr 2002 war sie als selbstständige Sprecherin unter anderem als Station Voice bei Radio 24, Radio Argovia und Radio Top tätig. Von 2003 bis 2006 betreute sie die Reiserubrik der Schweizer Frauenzeitschrift Annabelle. Von April 2003 bis Januar 2005 war sie ausserdem Redaktorin von Netz Natur beim Schweizer Fernsehen; danach arbeitete sie dort als Moderatorin und Redaktorin des Gesundheitsmagazins Puls. Ende Juni 2011 moderierte sie ihre letzte Sendung bei Puls, bleibt aber weiterhin hinter der Kamera der Sendung treu.